# NK Sloga Borovo
NK Sloga Borovo je nogometni klub iz Borova.
U sklopu kluba djeluje nekoliko selekcija: veterani, seniori, juniori, pioniri i limači s oko 200 aktivnih nogometaša.
Trenutačno se seniorska ekipa natječe se u 2. ŽNL Vukovarsko-srijemskoj NS Vukovar, dok se veterani natječu u Nogometnoj ligi veterana ZVO-a.

## Povijest
Nogomet u Borovu se počeo igrati davne 1925. godine, o čemu postoje i pisani dokumenti, kada su češki brodari prvi puta zaigrali uz borovsku obalu. Klub je osnovan 1926. godine kao "SK Hajduk", da bi kasnije promijenio ime u NK Sloga Borovo. Boje kluba su bile crno-bijela, a prvu opremu je klub dobio od vukovarske Šparte. Prvi kapetan kluba je bio Stjepan Palašti – Pištra, a prvo igralište je bilo na Ledinama.
Dana 15. kolovoza 1947. godine u Borovu je odigrana prva noćna utakmica pod reflektorima u bivšoj Jugoslaviji.
U prvoj sezoni (1964./65.) novoosnovanog Nogometnog Podsaveza Vukovar, ekipa Sloge je i u seniorskoj i u juniorskoj selekciji zauzela prvo mjesto. Isti uspjeh su ponovili i u sezoni 1973./74.
Raspadom SFRJ i početkom Domovinskog rata, Borovo je bilo u Republici Srpskoj Krajini, te je Sloga nastupala u natjecanjima u sklopu nogometnog saveza RSK. Nakon mirne reintegracije Podunavlja, 1998. godine Sloga se registrira kao pravno lice u Republici Hrvatskoj, te od tada nastupa u županijskim natjecanjima Vukovarsko-srijemske županije. Inicijalnu sezonu je odigrala u 1. ŽNL Vukovarsko-srijemskoj (Grupa B), gdje je zauzela neslavno posljednje (14. mjesto), te ispada u 2. ŽNL Vukovarsko-srijemsku. U sezoni 2009./10. osvaja prvo mjesto, te se naredne dvije sezone natječe u Prvoj županijskoj ligi, nakon čega se vraća u 2. ŽNL.

### Plasmani kluba kroz povijest
| Sezona        | Liga                                                    | Plasman            |
| ------------- | ------------------------------------------------------- | ------------------ |
| 1948./49.     | Grupno prvenstvo NP Osijek grupa III                    | 1. mjesto          |
| 1950.         | Oblasna nogometna liga NP Osijek Osječka grupa          | 6. mjesto          |
| 1951.         | Oblasna nogometna liga NP Osijek Osječka grupa          | 4. mjesto          |
| 1952.         | 1. razred NP Osijek                                     | 1. mjesto          |
| 1952./53.     | Podsavezna nogometna liga NP Osijek                     | 3. mjesto          |
| 1953./54.     | Podsavezna nogometna liga NP Osijek                     | 10. mjesto         |
| 1954./55.     | Podsavezna nogometna liga NP Osijek pokrajinska liga    | 11. mjesto         |
| 1955./56.     | Grupno prvenstvo NP Osijek Grupa II                     | 1. mjesto          |
| 1956./57.     | Podsavezna nogometna liga NP Osijek pokrajinska liga    | 6. mjesto          |
| 1958./59.     | Podsavezna nogometna liga NP Vinkovci                   | 5. mjesto          |
| 1959./60.     | Podsavezna nogometna liga NP Vinkovci                   | 3. mjesto          |
| 1960./61.     | Podsavezna nogometna liga NP Vinkovci                   | 3. mjesto          |
| 1961./62.     | Podsavezna nogometna liga NP Vinkovci                   | 4. mjesto          |
| 1962./63.     | Podsavezna nogometna liga NP Vinkovci                   | 12. mjesto         |
| 1964./65.     | Općinska liga Vukovar                                   | 1. mjesto          |
| 1965./66.     | Slavonska nogometna zona                                | 13. mjesto         |
| 1966./67.     | Slavonska nogometna zona                                | 10. mjesto         |
| 1967./68.     | Slavonska nogometna zona                                | 8. mjesto          |
| 1968./69.     | Slavonska nogometna zona                                | 13. mjesto         |
| 1969./70.     | Slavonska nogometna zona                                | 10. mjesto         |
| 1970./71.     | Slavonska nogometna zona                                | 13. mjesto         |
| 1971./72.     | Slavonska nogometna zona – Podravska skupina            | 14. mjesto         |
| 1972./73.     | Općinska liga Vukovar                                   |                    |
| 1973./74.     | Općinska liga Vukovar                                   | 1. mjesto          |
| 1974./75.     | Slavonska nogometna zona – Podravska skupina            | 15. mjesto         |
| 1975./76.     | Slavonska nogometna zona – Podravska skupina            | 12. mjesto         |
| 1976./77.     | Slavonska nogometna zona – Podravska skupina            | 8. mjesto          |
| 1977./78.     | Slavonska nogometna zona – Podravska skupina            | 12. mjesto         |
| 1978./79.     | Slavonska nogometna zona – Podravska skupina            | 10. mjesto         |
| 1979./80.     | Slavonska nogometna zona – Podravska skupina            | 9. mjesto          |
| 1980./81.     | Slavonska nogometna zona – Podravska skupina            |                    |
| 1984./85.     | Regionalna nogometna liga Slavonije i Baranje – Sjever  | 12. mjesto         |
| 1985./86.     | Regionalna nogometna liga Slavonije i Baranje – Sjever  | 9. mjesto          |
| 1991./92.     | klub nije djelovao                                      | klub nije djelovao |
| 1992./93.     | Prvenstvo RSK – Liga Istočne Slavonije i Zapadnog Srema | 4. mjesto          |
| 1993. – 1997. | natjecanja u RSK                                        | natjecanja u RSK   |
| 1998./99.     | 1. ŽNL Vukovarsko-srijemska Grupa B                     | 14. mjesto         |
| 1999./2000.   | 2. ŽNL Vukovarsko-srijemska                             | 7. mjesto          |
| 2000./01.     | 2. ŽNL Vukovarsko-srijemska                             | 7. mjesto          |
| 2001./02.     | 2. ŽNL Vukovarsko-srijemska Grupa A                     | 5. mjesto          |
| 2002./03.     | 2. ŽNL Vukovarsko-srijemska Grupa A                     | 5. mjesto          |
| 2003./04.     | 2. ŽNL Vukovarsko-srijemska Grupa A                     | 5. mjesto          |
| 2004./05.     | 2. ŽNL Vukovarsko-srijemska Grupa A                     | 9. mjesto          |
| 2005./06.     | 2. ŽNL Vukovarsko-srijemska Grupa A                     | 4. mjesto          |
| 2006./07.     | 2. ŽNL Vukovarsko-srijemska NS Vukovar                  | 11. mjesto         |
| 2007./08.     | 2. ŽNL Vukovarsko-srijemska NS Vukovar                  | 4. mjesto          |
| 2008./09.     | 2. ŽNL Vukovarsko-srijemska NS Vukovar                  | 5. mjesto          |
| 2009./10.     | 2. ŽNL Vukovarsko-srijemska NS Vukovar                  | 1. mjesto          |
| 2010./11.     | 1. ŽNL Vukovarsko-srijemska                             | 17. mjesto         |
| 2011./12.     | 1. ŽNL Vukovarsko-srijemska                             | 15. mjesto         |
| 2012./13.     | 2. ŽNL Vukovarsko-srijemska NS Vukovar                  | 8. mjesto          |
| 2013./14.     | 2. ŽNL Vukovarsko-srijemska NS Vukovar                  | 8. mjesto          |
| 2014./15.     | 2. ŽNL Vukovarsko-srijemska NS Vukovar                  | 7. mjesto          |
| 2015./16.     | 2. ŽNL Vukovarsko-srijemska NS Vukovar                  | 7. mjesto          |
| 2016./17.     | 2. ŽNL Vukovarsko-srijemska NS Vukovar                  | 6. mjesto          |

## Vanjske poveznice
- Facebook stranica kluba
- Sportska udruženja na stranicama općine Borovo  Arhivirana inačica izvorne stranice od 24. prosinca 2015. (Wayback Machine)
- Županijski nogometni savez Vukovarsko-srijemske županije  Arhivirana inačica izvorne stranice od 1. studenoga 2015. (Wayback Machine)